# Zamek w Wynohradiwie
Zamek w Wynohradiwie – wybudowany w XIII w. w stolicy województwa Ugocsa, w Wynohradiwie na miejscu drewnianej budowli z XI w.

## Historia
W XV w. rodzina Perenyich oddała zamek Kankiw na własność oo. franciszkanom. W okresie reformacji rodzina Perenyich zmieniła poglądy w kwestiach religijnych i rozpoczęła usuwanie zakonników ze swoich ziem. Ponieważ zakonnicy stawiali opór, wydalanie zakonników skończyło się tragicznie. W wyniku tego wojska austriackie odbiły twierdzę, którą zniszczyli. Obecnie z zamku pozostały ruiny z małą kapliczką z XIV wieku oraz ceglana baszta.

## Przypisy

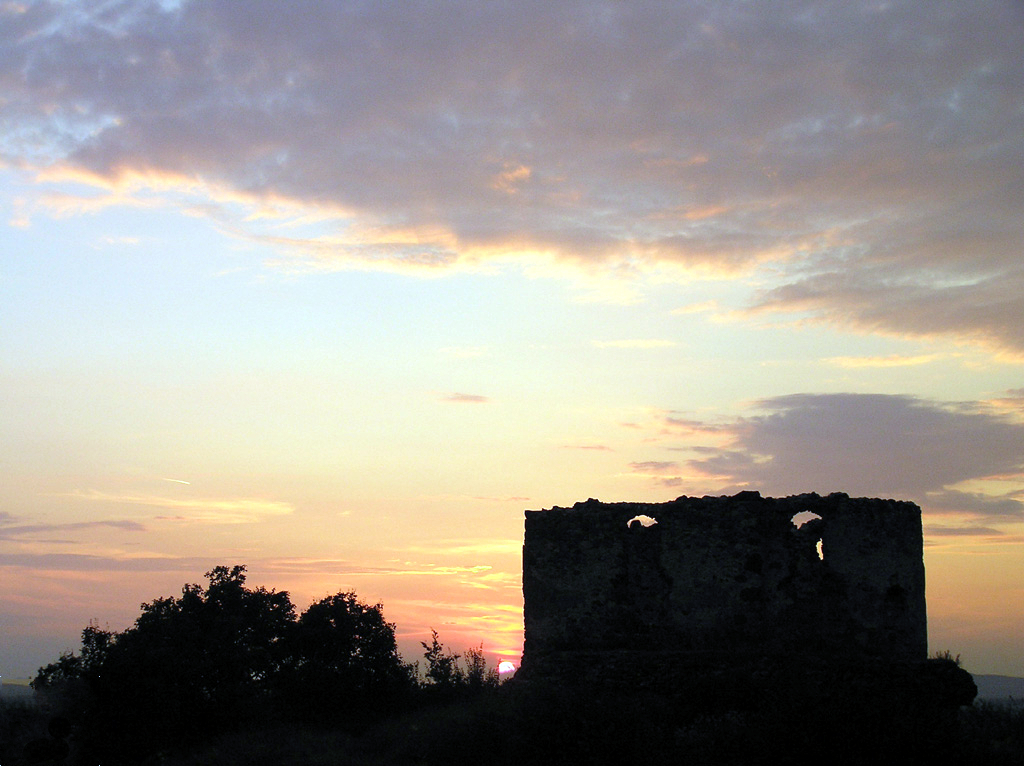
Ruiny zamku